# ت. علييف
ت. علييف هي بلدة في مقاطعة آساكا في ولاية أنديجان في أوزبكستان.